# الأسرة المصرية الحادية والثلاثون
الأسرة المصرية الحادية والثلاثون والمعروفة أيضًا باسم ساتراب الإمبراطورية الأخمينية، كانوا حكاماً يتبعون للإمبراطورية الأخمينية الفارسية بين 343 قبل الميلاد و 332 قبل الميلاد. أسسها ارتخشاشا الثالث ملك بلاد فارس بعد استعادته لمصر وتويجه لاحقًا بصفته فرعون مصر، وتم القضاء عليها عندما غزا الإسكندر الأكبر مصر. وهي آخر الأسر في العصر الفرعوني المتأخر.
كانت فترة الأسرة الحادية والثلاثين هي المناسبة الثانية التي يحكم فيها الفراعنة مصر، ومن هنا جاء مصطلح «ساتراب المصرية الثانية». قبل تأسيس الأسرة الحادية والثلاثين، تمتعت مصر بفترة وجيزة من الاستقلال، سادت خلالها ثلاث سلالات محلية (الأسرات 28 و 29 و 30). يشار إلى الفترة السابقة على ذلك باسم «أول ساترابي مصري» أو الأسرة السابعة والعشرين (525-404 قبل الميلاد).

## ملوك الأسرة الحادية والثلاثون
| الاسم           | صورة | فترة الحكم          | اسم التتويج          | ملاحظات                                                       |
| --------------- | ---- | ------------------- | -------------------- | ------------------------------------------------------------- |
| ارتخشاشا الثالث |      | 343–338 قبل الميلاد |                      | وضع مصر تحت الحكم الفارسي للمرة الثانية                       |
| ارتخشاشا الرابع |      | 338–336 قبل الميلاد |                      | حكم فقط على مصر السفلى                                        |
| خباباش          |      | 338–335 قبل الميلاد | Senen-setepu-ni-ptah | قاد ثورة ضد الحكم الفارسي في صعيد مصر، وأعلن نفسه فرعون       |
| دار يوس الثالث  |      | 336–332 قبل الميلاد |                      | في عهده عاد صعيد مصر إلى السيطرة الفارسية عام 335 قبل الميلاد |

## معرض صور

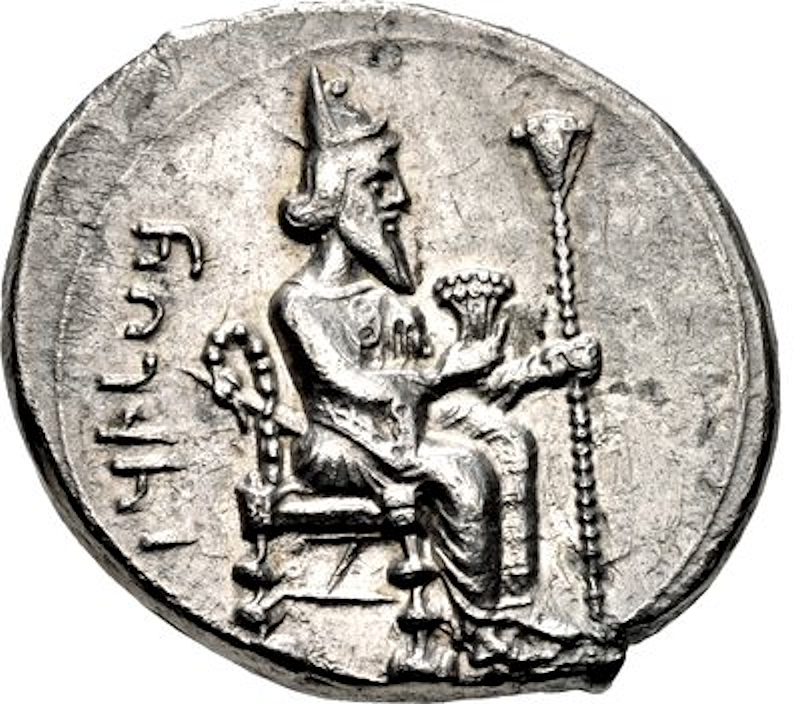
عملة نقدية يظهر فيها الملك ارتخشاشا الثالث متوجاً كفرعون على مصر
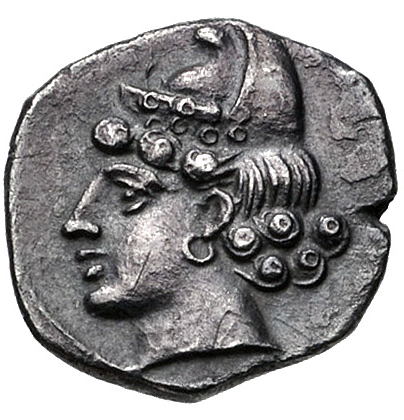
صورة الملك الأخميني ارتخشاشا الرابع على عملة معدنية